# Ammophila sareptana
Ammophila sareptana is een vliesvleugelig insect uit de familie van de langsteelgraafwespen (Sphecidae). De wetenschappelijke naam van de soort is voor het eerst geldig gepubliceerd in 1884 door Kohl.